# Palácio Gorjão

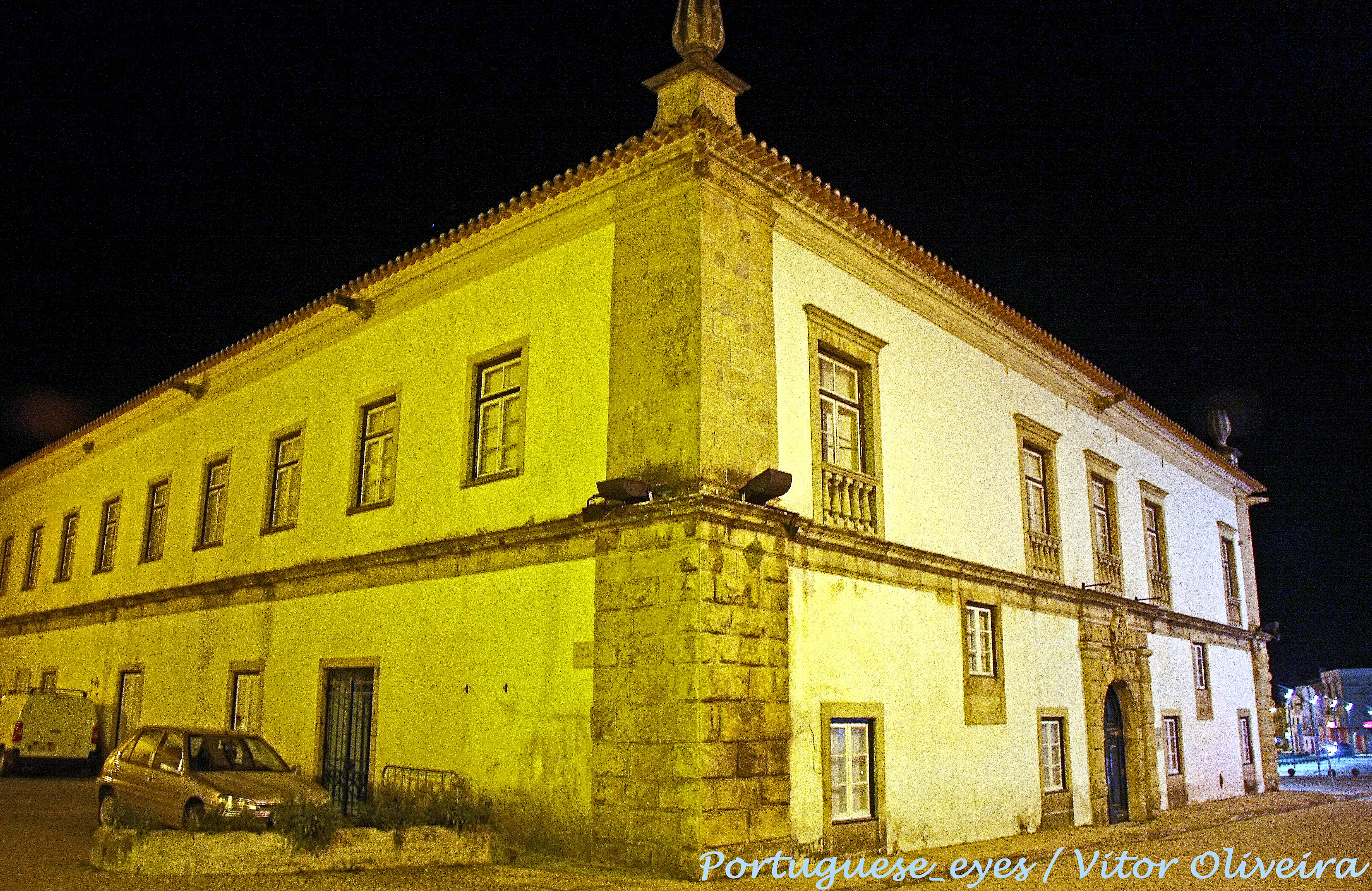

O Palácio Gorjão é um edifício histórico sito no Bombarral, e que se encontra classificado como Imóvel de Interesse Público desde 1996.
Actualmente, pertence ao Município do Bombarral, nele estando instalado o Museu Municipal do Bombarral.

## História
O Palácio Gorjão pertenceu inicialmente à família da Cunha Coimbra, que teve alguns membros que eram contratadores de escravos, tendo depois, no século XVII, passado, por sentença judicial, para os parentes mais próximos do seu último proprietário, Manuel da Cunha e Noronha, à família Gorjão Henriques da Cunha Coimbra Botado e Serra (na pessoa de Francisco Gorjão Henriques da Cunha Coimbra Botado e Serra, nascido em 1641 e falecido em 1710), tendo-se conservado nesta família até ao século XX. 
A família Gorjão Henriques da Cunha  Coimbra Botado e Serra representa ainda um conjunto importante de famílias na Região Oeste (Portugal), designadamente os Botado e os de Araújo, da Abrigada - Quinta de Abrigada, os Henriques do Bombarral, os Mingão e os Fialho, de Óbidos, os Serra, de Torres Vedras (tronco da varonia), os de Sequeira de Santarém, os Infante (de Nuno Tristão e de João Infante, que comandou um dos navios na viagem de Bartolomeu Dias em que se transpôs o Cabo da Boa Esperança) ou os Correia da Silva, Senhores do Prazo da Torre da Murta.